# Deutsche Tourenwagen Masters 2010
Deutsche Tourenwagen Masters 2010 – jedenasty sezon DTM po jej wznowieniu w 2000 roku.

## Kierowcy
| Nr                               | Kierowca          | Samochód              | Rocznik | Zespół                         |
| -------------------------------- | ----------------- | --------------------- | ------- | ------------------------------ |
| 1                                | Timo Scheider     | Audi A4 DTM           | 2009    | Audi Sport Team Abt            |
| 2                                | Oliver Jarvis     | Audi A4 DTM           | 2009    | Audi Sport Team Abt            |
| 3                                | Gary Paffett      | AMG-Mercedes C-Klasse | 2009    | Salzgitter AMG Mercedes        |
| 4                                | Bruno Spengler    | AMG-Mercedes C-Klasse | 2009    | Mercedes-Benz Bank AMG         |
| 5                                | Mattias Ekström   | Audi A4 DTM           | 2009    | Audi Sport Team Abt Sportsline |
| 6                                | Martin Tomczyk    | Audi A4 DTM           | 2009    | Audi Sport Team Abt Sportsline |
| 7                                | Paul di Resta     | AMG-Mercedes C-Klasse | 2009    | AMG Mercedes                   |
| 8                                | Ralf Schumacher   | AMG-Mercedes C-Klasse | 2009    | Laureus AMG Mercedes           |
| 9                                | Alexandre Prémat  | Audi A4 DTM           | 2008    | Audi Sport Team Phoenix        |
| 9                                | Darryl O’Young*   | Audi A4 DTM           | 2008    | Audi Sport Team Phoenix        |
| 10                               | Mike Rockenfeller | Audi A4 DTM           | 2008    | Audi Sport Team Phoenix        |
| 11                               | Jamie Green       | AMG-Mercedes C-Klasse | 2008    | Junge Sterne AMG Mercedes      |
| 12                               | Susie Stoddart    | AMG-Mercedes C-Klasse | 2008    | TV Spielfilm AMG Mercedes      |
| 14                               | Markus Winkelhock | Audi A4 DTM           | 2008    | Audi Sport Team Rosberg        |
| 15                               | Katherine Legge   | Audi A4 DTM           | 2008    | Audi Sport Team Rosberg        |
| 16                               | Maro Engel        | AMG-Mercedes C-Klasse | 2008    | GQ AMG Mercedes                |
| 17                               | David Coulthard   | AMG-Mercedes C-Klasse | 2008    | Deutsche Post AMG Mercedes     |
| 18                               | Miguel Molina     | Audi A4 DTM           | 2008    | Audi Sport Rookie Team Abt     |
| 21                               | Cheng Congfu      | AMG-Mercedes C-Klasse | 2008    | stern AMG Mercedes             |
| * Zastąpił Prémata w 11. rundzie |                   |                       |         |                                |

## Kalendarz wyścigów
| Runda                      | Data  | Tor                  | Liczba okrążeń | Długość okrążenia (km) | Dystans wyścigu (km) | Rekord okrążenia | Rekord okrążenia | Rekord okrążenia |
| Runda                      | Data  | Tor                  | Liczba okrążeń | Długość okrążenia (km) | Dystans wyścigu (km) | Kierowca         | Kierowca         | Czas             |
| -------------------------- | ----- | -------------------- | -------------- | ---------------------- | -------------------- | ---------------- | ---------------- | ---------------- |
| 1                          | 25.04 | Hockenheim           | 39             | 4,574                  | 178,386              | Paul di Resta    | M                | 1:33.576 (2008)  |
| 2                          | 23.05 | Walencja             | 45             | 4,005                  | 180,225              | Mattias Ekström  | A                | 1:29.565 (2010)  |
| 3                          | 6.06  | EuroSpeedway Lausitz | 52             | 3,478                  | 180,856              | Paul di Resta    | M                | 1:18.938 (2008)  |
| 4                          | 4.07  | Norisring            | 80             | 2,300                  | 184,000              | Bruno Spengler   | M                | 0:48.446 (2008)  |
| 5                          | 16.08 | Nürburgring          | 48             | 3,629                  | 174,192              | Bruno Spengler   | M                | 1:24.372 (2010)  |
| 6                          | 22.08 | Zandvoort            | 41             | 4,307                  | 176,587              | Timo Scheider    | A                | 1:32.967 (2010)  |
| 7                          | 6.09  | Brands Hatch         | 98             | 1,929                  | 179,397              | Paul di Resta    | M                | 0:42.387 (2009)  |
| 8                          | 19.09 | Oschersleben         | 47             | 3,696                  | 173,712              | Timo Scheider    | M                | 1:22.991 (2010)  |
| 9                          | 17.10 | Hockenheim           | 47             | 3,736                  | 175,592              | Paul di Resta    | M                | 1:20.210 (2010)  |
| 10                         | 31.10 | Adria                | 38             | 2,702                  | 102,676              | Gary Paffett     | M                | 1:10.471 (2010)  |
| 11                         | 28.11 | Szanghaj             | 49             | 2,465                  | 120,785              | David Coulthard  | M                | 0:59.189 (2010)  |
| Legenda: A Audi M Mercedes |       |                      |                |                        |                      |                  |                  |                  |

### Najlepsze wyniki
| Runda | Runda           | Pole position   | Pole position | Najszybsze okrążenie | Najszybsze okrążenie | Zwycięzca wyścigu | Zwycięzca wyścigu |
| ----- | --------------- | --------------- | ------------- | -------------------- | -------------------- | ----------------- | ----------------- |
| 1     | Niemcy          | Gary Paffett    | M             | Bruno Spengler       | M                    | Gary Paffett      | M                 |
| 2     | Hiszpania       | Mattias Ekström | A             | Mattias Ekström      | A                    | Mattias Ekström   | A                 |
| 3     | Niemcy          | Paul di Resta   | M             | Mike Rockenfeller    | A                    | Bruno Spengler    | M                 |
| 4     | Niemcy          | Ralf Schumacher | M             | Ralf Schumacher      | M                    | Jamie Green       | M                 |
| 5     | Niemcy          | Mattias Ekström | A             | Timo Scheider        | A                    | Bruno Spengler    | M                 |
| 6     | Holandia        | Timo Scheider   | A             | Timo Scheider        | A                    | Gary Paffett      | M                 |
| 7     | Wielka Brytania | Paul di Resta   | M             | Miguel Molina        | A                    | Paul di Resta     | M                 |
| 8     | Niemcy          | Paul di Resta   | M             | Timo Scheider        | A                    | Paul di Resta     | M                 |
| 9     | Niemcy          | Timo Scheider   | M             | Paul di Resta        | M                    | Paul di Resta     | M                 |
| 10    | Włochy          | Gary Paffett    | M             | Mattias Ekström      | A                    | Timo Scheider     | A                 |
| 11    |                 | Paul di Resta   | M             | David Coulthard      | M                    | Gary Paffett      | M                 |

## Klasyfikacje generalne

### Kierowcy
| Poz. | Kierowca          | Kierowca | HOC | VAL | LAU | NOR | NÜR | ZAN | BRH | OSC | HOC | ADR | SHA | Pkt. |
| ---- | ----------------- | -------- | --- | --- | --- | --- | --- | --- | --- | --- | --- | --- | --- | ---- |
| 1    | Paul di Resta     | M        | 4   | 5   | 2   | 10  | 2   | 2   | 1   | 1   | 1   | 9   | 2   | 71   |
| 2    | Gary Paffett      | M        | 1   | 7   | 5   | 6   | 3   | 1   | 5   | 4   | 4   | 2   | 1   | 67   |
| 3    | Bruno Spengler    | M        | 2   | 2   | 1   | 3   | 1   | 7   | 2   | 2   | NU  | 3   | 13  | 66   |
| 4    | Timo Scheider     | A        | 7   | 4   | 8   | 5   | 4   | 3   | 3   | 11  | 2   | 1   | 3   | 53   |
| 5    | Mattias Ekström   | A        | 6   | 1   | NU  | 2   | 7   | 4   | NU  | 3   | NU  | 8   | 9   | 35   |
| 6    | Jamie Green       | M        | 3   | 9   | 3   | 1   | 5   | 10  | 10  | 7   | 8   | 12  | 6   | 32   |
| 7    | Mike Rockenfeller | A        | 5   | 6   | 4   | 12  | 9   | 13  | 9   | 5   | 3   | 16  | 12  | 22   |
| 8    | Martin Tomczyk    | A        | 17† | DS  | 6   | 8   | 13  | 8   | 7   | 8   | 5   | 6   | 4   | 20   |
| 9    | Oliver Jarvis     | A        | NU  | 14† | 11  | 4   | 11  | 6   | 6   | 13  | 6   | 5   | 17  | 18   |
| 10   | Miguel Molina     | A        | 8   | 8   | 13  | NU  | 14  | 5   | 4   | NU  | NU  | 17† | 5   | 15   |
| 11   | Alexandre Prémat  | A        | 10  | 3   | NU  | 7   | NU  | 11  | 8   | 6   | NU  | NU  |     | 12   |
| 12   | Markus Winkelhock | A        | 15  | 15† | 10  | NU  | NU  |     | 15† | NU  | NU  | 4   | 7   | 7    |
| 13   | Susie Stoddart    | M        | 11  | 10  | 7   | 15  | NU  | 15  | NU  | 10  | 7   | 14  | 11  | 4    |
| 14   | Ralf Schumacher   | M        | 9   | NU  | 9   | 11  | 6   | 9   | NU  | 9   | NU  | 11  | 10  | 3    |
| 15   | Maro Engel        | M        | 16  | 11  | 15  | 9   | 8   | NU  | 11  | 12  | 9   | 7   | 16  | 3    |
| 16   | David Coulthard   | M        | 12  | 13† | NU  | 13  | 10  | 12  | 12  | 14  | NU  | 10  | 8   | 1    |
| —    | Cheng Congfu      | M        | 13  | 12  | 12  | 14  | 12  | 16  | 13  | NU  | NU  | 13  | 15  | 0    |
| —    | Katherine Legge   | A        | 14  |     | 14  | 16  | 15  | 14  | 14  | NU  | NU  | 15  | 14  | 0    |
| —    | Darryl O’Young    | A        |     |     |     |     |     |     |     |     |     |     |     | 0    |
| Poz. | Kierowca          | Kierowca | HOC | VAL | LAU | NOR | NÜR | ZAN | BRH | OSC | HOC | ADR | SHA | Pkt. |

| Legenda | Legenda                 |
| ------- | ----------------------- |
| 1       | 1. miejsce              |
| 2       | 2. miejsce              |
| 3       | 3. miejsce              |
|         | Punktowana pozycja      |
|         | Pozycja bez punktów     |
| NU      | Nie ukończył            |
| DS      | Dyskwalifikacja         |
|         | Nie startował           |
|         |                         |
| A       | Audi                    |
| M       | Mercedes                |
| 21      | Samochód 2-letni (2008) |

| System punktowania | System punktowania | System punktowania | System punktowania | System punktowania | System punktowania | System punktowania | System punktowania | System punktowania |
| ------------------ | ------------------ | ------------------ | ------------------ | ------------------ | ------------------ | ------------------ | ------------------ | ------------------ |
| Miejsce            | 1                  | 2                  | 3                  | 4                  | 5                  | 6                  | 7                  | 8                  |
| Punkty             | 10                 | 8                  | 6                  | 5                  | 4                  | 3                  | 2                  | 1                  |